# 勒羅伊 (伊利諾伊州)
勒羅伊（英語：Le Roy）是一個位於美國伊利諾伊州麥克萊恩縣的城市。

## 地理
勒羅伊的座標為40°20′50″N 88°45′44″W / 40.34722°N 88.76222°W，而該地的平均海拔高度為241米（即791英尺）。

## 人口
根據2010年美國人口普查的數據，勒羅伊的面積為6.28平方千米，當中陸地面積為6.24平方千米，而水域面積為0.04平方千米。當地共有人口3560人，而人口密度為每平方千米566.88人。